# Олігодон білопоясний
Олігодон білопоясний (Oligodon albocinctus) — неотруйна змія з роду Олігодон родини Вужеві.

## Опис
Загальна довжина досягає 60—70 см. Голова невелика, очі з круглими зіницями. Шийне перехоплення не виражене, голова майже не відмежована від шиї. Тулуб циліндричний. Луска гладенька. Забарвлення коричневе, рідше червоне або червоно-помаранчеве. На спині присутній виразний малюнок з поперечних, облямованих чорним, білих, сірих, оливкових або жовтих смуг, що заходять на боки. На тулубі присутньо від 17 до 25 плям, на хвості від 4 до 8. Черево світле, палевого або жовтого кольору. Голова з характерним малюнком з «плями-маски» й трикутної плями на шиї, проте плями не завжди чіткі, «маска» може редукувати, зберігаючись лише в області очей.

## Спосіб життя
Полюбляє гірські ліси та агроландшафти, часто селитья у садах й поблизу будівель людини. Зустрічається на висоті до 500 м над рівнем моря. Харчується яйцями інших рептилій, нерідко поїдає жаб'ячу ікру. 
Це яйцекладна змія. Самиця відкладає до 8—10 яєць.

## Розповсюдження
Мешкає у Непалі, Індії, Бангладеші, М'янмі. Зустрічається у південно-західних районах Китаю й В'єтнамі. 